# Fino alla follia
Fino alla follia (À la folie) è un film del 1994 diretto da Diane Kurys.